# Urbandata
L'association URBANDATA regroupe les producteurs d'information sur l'urbanisme issus de plusieurs pays de l'Union européenne. Elle a pour but de renforcer l'échange international et la diffusion de l'information dans le secteur de l'urbanisme tout en développant des nouveaux produits et services.
URBANDATA est une association de droit français, créée en 1995. Ses membres sont :
Espagne : Centro de Información y Documentación Científica 
Allemagne : Deutsches Institut für Urbanistik 
Grande-Bretagne : Greater London Authority, Information Services 
France : Urbamet, association des professionnels de l’aménagement, de l'urbanisme, de l'habitat et des déplacements
Italie : Archinet (Association de producteurs d'information) 
Hongrie : VÁTI Magyar regionális Fejlesztési és Urbanisztikai Közhasznú Társaság
Roumanie : Centrul de Documentare pentru Construcţii, Arhitectură, Urbanism şi Amenajarea Teritoriului (CDCAS) 

## Activités
URBANDATA édite le portail URBADOC (mis à jour quatre fois par an) qui comprend plus d'un million de références bibliographiques du secteur de l'aménagement urbain, relevant tant du domaine des politiques que des pratiques sociales, économiques, techniques... portant aussi bien sur les 5 pays membres que sur les grandes métropoles mondiales et les pays en développement (consultation sur abonnement).
Des travaux communs sont poursuivis comme le développement du lexique Muleta (consultation gratuite), et d’autres sont engagés comme l’amélioration des textes intégraux en ligne ou encore les échanges de personnel et des coopérations sur les thèmes de recherche et d'études. 
L'objectif d'URBANDATA est de s'ouvrir à d'autres partenaires du domaine, qui élargissent sa couverture européenne.